# 34기 기성전 (일본)
34기 기성전(棋聖戦)은 일본의 바둑기전으로 각 6명으로 구성된 2개조가 2009년 6월부터 본선 리그를 시작해서 2009년에 11월에 각조 1위가 가진 도전자 결정전에서 장쉬 9단이 도전자로 결정되었다. 전기 우승자 야마시타 케이고(山下敬吾)9단과의 도전기 7국에서 4승1패로 장쉬 9단이 생애처음으로 기성타이틀을 획득했다.

## 대회 일정
| 구분          | 일정                      |
| ------------- | ------------------------- |
| 예선 A, B, C  | 2008년 5월 - 11월         |
| 최종 예선     | 2008년 12월 - 2009년 3월  |
| 본선 리그     | 2009년 6월 - 2009년 10월  |
| 도전자 결정전 | 2009년 11월 16일          |
| 도전기        | 2010년 1월14일 - 3월 18일 |

## 본선 리그
본선리그는 2개 조로 구성되는데 각조는 전기 본선 조별 성적 상위4명과 최종예선을 거쳐 선발한 2명으로 구성된다. 각조는 풀리그를 통해 1위를 가리고, 각조 1위는 도전자 결정전을 통해서 도전자를 결정한다. 본선경기는 덤 6집반, 제한시간 각자 5시간 초읽기 1분 5회로 진행된다.

### 본선 A조
| 서열 | 기사명          | 요다 | 타카오 | 하네 | 왕 | 키요나리 | 리 | 성적   | 순위 |
| 1    | 요다 노리모토   | -    | 승     | 패   | 패 | 승       | 승 | 3승2패 | 2위  |
| 2    | 타카오 신지     | 패   | -      | 승   | 패 | 패       | 승 | 2승3패 | 4위  |
| 3    | 하네 나오키     | 승   | 패     | -    | 패 | 승       | 승 | 3승2패 | 3위  |
| 4    | 왕리청          | 승   | 승     | 승   | -  | 승       | 승 | 5승    | 1위  |
| 5    | 키요나리 테츠야 | 패   | 승     | 패   | 패 | -        | 패 | 1승4패 | 탈락 |
| 5    | 리 이슈         | 패   | 패     | 패   | 패 | 승       | -  | 1승4패 | 탈락 |

### 본선 B조
| 서열 | 기사명        | 이야마 | 장쉬 | 조치훈 | 코노 | 미야자와 | 아키야마 | 성적   | 순위 |
| 1    | 이야마 유타   | -      | 패   | 패     | 승   | 승       | 패       | 2승3패 | 4위  |
| 2    | 장 쉬         | 승     | -    | 승     | 패   | 승       | 승       | 4승1패 | 1위  |
| 3    | 조치훈        | 승     | 패   | -      | 패   | 승       | 패       | 2승3패 | 탈락 |
| 4    | 코노 린       | 패     | 승   | 승     | -    | 승       | 패       | 3승2패 | 3위  |
| 5    | 미야자와 고로 | 패     | 패   | 패     | 패   | -        | 패       | 0승5패 | 탈락 |
| 5    | 아키야마 지로 | 승     | 패   | 승     | 승   | 승       | -        | 4승1패 | 2위  |

## 도전자 결정전
도전자 결정전은 본선 A조 1위 왕리청9단과 B조 1위 장쉬9단이 2009년 11월 16일에 가졌다. 장쉬9단이 왕리청9단을 물리치고 생애 처음으로 기성전 도전자 자격을 획득했다.
| A조 1위 | 전적  | B조 1위 |
| ------- | ----- | ------- |
| 왕리청  | 0 - 1 | 장 쉬   |

| 11월16일 | 장 쉬 | 백불계승 174수 | 왕리청 | 덤:6집반 제한시간:각 5시간 60초5회 |

## 도전기
도전기는 7번기로 진행된다. 제한시간 각자 8시간에 1분 초읽기 10회. 덤은 6집반이다.
| 기성            | 전적  | 도전자 |
| --------------- | ----- | ------ |
| 야마시타 게이고 | 1 - 4 | 장 쉬  |

| 2010년 1월14-15일 대만 타이페이 | 장 쉬 | 백불계승 234수 | 야마시타 게이고 | 덤:6집반 제한시간:각 8시간 60초10회 |

| 2010년 1월27-28일 愛知県名古屋市 名古屋城茶席 | 야마시타 게이고 | 흑6.5집승 342수 | 장 쉬 | 덤:6집반 제한시간:각 8시간 60초10회 |

| 2010년 2월3-4일 大分県別府市 ホテル白菊 | 장 쉬 | 백8.5집승 303수 | 야마시타 게이고 | 덤:6집반 제한시간:각 8시간 60초10회 |

| 2010년 2월18-19일 兵庫県神戸市 有馬グランドホテル | 야마시타 게이고 | 백7.5집승 280수 | 장 쉬 | 덤:6집반 제한시간:각 8시간 60초10회 |

| 2010년 2월25-26일 静岡県伊豆市 玉樟園新井 | 장 쉬 | 백1.5집승 247수 | 야마시타 게이고 | 덤:6집반 제한시간:각 8시간 60초10회 |